# Орел-чубань гірський
Орел-чубань гірський  (Spizaetus nipalensis) — вид хижих птахів з родини яструбових. 
Поширений на території Південної та Східної Азії: Пакистану, Індії, Цейлону, Індокитаю, Китаю, Японії. 
Хижак середніх розмірів: довжина тіла становить 69-84 см, а розмах крил — 134—175 см. Дорослий птах має брунатне пір'я з сіруватим відтінком. Візерунок пір'я нагадує пір'я яструба. Через це птаха інколи називають яструбовим орлом. Використовується на соколиних ловах.